# Nominale rente
De nominale rente, of eigenlijk nominale rentevoet, tenzij anders vermeld per jaar, is de in een contract genoemde rentevoet, waarbij met bepaalde aspecten geen rekening wordt gehouden.

## Aspecten
Het gaat vaak om een of meer van de volgende aspecten:
- Evenredige delen van de jaarlijkse rente worden tussentijds betaald of aan de hoofdsom toegevoegd, bijvoorbeeld per maand of per half jaar. De effectieve rente is dan hoger dan de nominale rente. Deze wordt berekend via het bepalen van de groeifactor per jaar. Deze is de groeifactor voor de betreffende periode van {\displaystyle p} jaar, verheven tot de macht {\displaystyle 1/p}.[1] Als bij een gegeven nominale rente van {\displaystyle k\times 100\%} per jaar, {\displaystyle p} naar nul nadert, nadert de groeifactor tot {\displaystyle e^{k}} per jaar, en de effectieve rente dus tot {\displaystyle (e^{k}-1)\times 100\%} per jaar. Het getal {\displaystyle k} is dan de instantane relatieve groeisnelheid van de hoofdsom per jaar[2], en de groeifactor voor een tijdsduur van {\displaystyle t} jaar is {\displaystyle e^{kt}}.
- Andere kosten die de geldverstrekker in rekening brengt worden meegenomen bij het berekenen van de effectieve rente. Bij consumentenkrediet in de EU zijn hiervoor vaste regels. De resulterende effectieve rente wordt jaarlijks kostenpercentage genoemd.
- De waardevermindering door inflatie. Men spreekt wanneer die in aanmerking wordt genomen van reële rente.

## Voorbeelden
Stel bijvoorbeeld dat de nominale rente op een spaarrekening jaarlijks 4% is en er ieder kwartaal rente wordt uitgekeerd. Dan wordt er ieder kwartaal een vierde van de jaarlijkse nominale rente uitgekeerd, 1% dus. Als die steeds aan de hoofdsom wordt toegevoegd is er sprake is van rente op rente tijdens het jaar. De effectieve rente is gebaseerd op de aangroei van het kapitaal die dan in een jaar bereikt wordt. Deze is hoger dan 4%: de groeifactor per kwartaal is 1,01, dus per jaar {\displaystyle 1{,}01^{4}=1{,}04060401}. De effectieve rente is dus 4,060401%. Ook bij een negatieve rente is tussentijdse verrekening enigszins voordelig voor de spaarder: als een nominale rente van -0,5% per jaar ieder halfjaar wordt verrekend is de groeifactor per halfjaar 0,9975, dus per jaar {\displaystyle 0{,}9975^{2}=0{,}99500625}. De effectieve rente is dus -0,499375%. 
Als op een hypothecaire lening elke maand rente en eventueel aflossing wordt betaald, dan is vanwege de eerdere dan jaarlijkse betalingen de effectieve rente hoger dan de nominale.

## Toepassing
In sommige branches wordt met het woord rente zonder toevoeging de nominale jaarrente bedoeld. Dit geldt onder meer bij hypothecaire leningen, waar de rente meestal maandelijks wordt betaald. De nominale jaarrente is een enigszins rond bedrag, vaak een veelvoud van 0,05%. Hieruit kan een klant met alleen vermenigvuldigen en delen de rente na een maand over een gegeven schuld berekenen. De nominale rente is aan de ene kant dus wel praktisch, maar aan de andere kant iets te rooskleurig bij een vergelijking met spaarrente, waarbij vaak wel de effectieve jaarrente wordt vermeld.

## Vergelijking met effectieve rente bij maandbetaling
Bij een nominale jaarrente van {\displaystyle 100i}% en maandbetaling is de maandrente {\displaystyle i/12}. De groeifactor per maand is 
{\displaystyle 1+{\frac {i}{12}}}
en per jaar dus
{\displaystyle \left(1+{\frac {i}{12}}\right)^{12}\approx 1+i+{\frac {11}{24}}i^{2}}
De effectieve jaarrente is dus bij benadering
{\displaystyle \left(i+{\frac {11}{24}}i^{2}\right)\times 100\%}
| Nominale jaarrente (%) | Effectieve jaarrente (%) |
| ---------------------- | ------------------------ |
| 1                      | 1,00                     |
| 2                      | 2,02                     |
| 3                      | 3,04                     |
| 4                      | 4,07                     |
| 5                      | 5,12                     |
| 6                      | 6,17                     |